# Consejo de la Ciudad de Dublín
Consejo de la Ciudad de Dublín (Comhairle Cathrach Bhaile Átha Cliath en irlandés) se refiere a dos entidades diferentes.

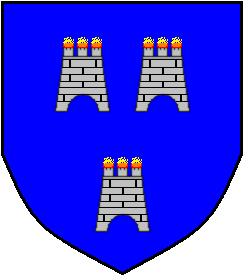
Escudo de Armas de la Ciudad de Dublín

- Desde 1841 hasta el 1 de enero del 2002 se refiere a la asamblea unicameral de la ciudad de Dublín, que era parte de un sistema administrativo y gubernamental de Dublín conocido como la Corporación de Dublín.

- Desde el 1 de enero del 2002 es el nombre que aplica tanto a la asamblea como al sistema de gobierno de Dublín antes llamado la Corporación de Dublín.

## La Asamblea
Bajo la Ley de Corporaciones Municipales de 1840, la previa asamblea bicameral de la Casa de Aldermen y la Casa de Sheriffs y Comunes fue remplazada por una asamblea bicameral. El nuevo nombre Consejo de la Ciudad de Dublín fue acuñado por la asamblea unicameral. Fue presidida por el Lord Mayor de Dublín, el primer ciudadano de la ciudad, una oficina que ha existido desde 1665. El primer Consejo de la Ciudad fue elegido en octubre de 1841, y Daniel O'Connell fue el primer Lord Mayor bajo el nuevo sistema.

## La Corporación se vuelve el Consejo
A principios del siglo XXI el Ministro para el Ambiente y Gobierno Local, Noel Dempsey hizo cambios menores al gobierno local irlandés. Entre los cambios estaban la abolición de las antiguas corporaciones de la ciudad. Todos los antiguos consejos de la ciudad sufrieron un cambio de nombre, con la Corporación de Dublín asumiendo el nombre que previamente le pertenecía a su asamblea. Para coincidir con este cambio de nombre, el Consejo de la Ciudad adoptó un nuevo logotipo e identidad de marca, basado en una versión simplificada del antiguo símbolo de los "tres castillos".

## Estructuras del Gobierno de la Ciudad
Las ciudades irlandesas no tienen un solo jefe del ejecutivo. En vez de eso, el poder está dividido entre el consejo y un oficial ejecutivo asignado conocido como el Administrador.

### Administrador de la Ciudad
El Administrador de la Ciudad de Dublín es el ejecutivo clave en el consejo. El preside sobre su personal de 6.200. El Administrador de la Ciudad y el equipo ejecutivo y administrativo de la ciudad tienen su sede de operaciones en las Oficinas Cívicas en el Muelle Quay.

### ElLord Mayor
Artículo principal: Lord Mayor de Dublín

El Lord Mayor de Dublín lleva a cabo dos funciones distintas. Él o ella es
- Jefe del Consejo;
- Cabeza simbólica y ceremonial del gobierno de la ciudad.

La escala del poder real ejercido por el Lord Mayor depende de la personalidad del que ocupe la oficina. Mientras el Mayor de largo plazo Alfie Byrne fue capaz de influir y dar forma al desarrollo de la ciudad por fuerza de personalidad y reputación, algunos otros Lords Mayor han tenido poco impacto fuera de presidir el Consejo de la Ciudad. En 2002 la legislación pasada por los Oireachtas convirtió el puesto en un puesto de elección popular directa a partir del 2004. De cualquier manera, la siguiente legislación, en 2003, abandonó esta provisión y el mayor sigue siendo elegido anualmente por los Consejeros de la Ciudad.
La residencia oficial del Lord Mayor es Mansion House.

### El Consejo de la Ciudad de Dublín

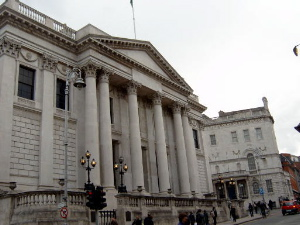
Consistorio de Dublín
centro de operaciones del brazo legislativo y de política del Consejo de la Ciudad de Dublín.

Mientras que también se refiere al gobierno de la ciudad en su todo, El Consejo de la Ciudad de Dublín también se refiere a la asamblea de la ciudad. La asamblea está hecha de 52 miembros. Los miembros son elegidos usando la Representación Proporcional usando el Voto Sencillo Transferible, cada cinco años de las Áreas de Elección Local. El partido o grupo de partidos que gane la mayoría de las curules controla la agenda del Consejo de la Ciudad, decidiendo quién preside cada comité, que políticas serán seguidas, y quién se convierte en Lord Mayor.
El Consejo de la Ciudad se reúne en sesión plenaria el primer Lunes de cada mes en la casa consistorial.
Una de las funciones más importantes del Consejo es la de aprobar el presupuesto anual. Si cualquier consejo irlandés no pasa un presupuesto dentro del tiempo establecido, el ministro para Ambiente tiene el poder para abolirlo y otorga sus poderes a un comisionado hasta las siguientes elecciones de consejo.

### Distribución de los partidos en el Consejo
Después de las Elecciones locales irlandesas, 2004 el Consejo quedó conformado como sigue:
- Fianna Fáil 12
- Fine Gael 10
- Laborista 15
- Sinn Féin 10
- Verdes 1
- Demócratas Progresivos 1
- Sin Partido 3

Siguiendo las elecciones, los Laboristas, Fine Gael, y los Verdes manteniendo la mitad de las curules del Consejo, formaron una "Alianza Democrática" y acordaron un programa de política amplio para el nuevo plazo del Consejo, llamado la Carta Democrática para Dublín. Un acuerdo aparte con el miembro del Demócrata Progresivo permitió a este agrupamiento elegir al Laborista Michael Conaghan  como Lord Mayor.

## Uso del Nombre
Aunque el Acto del 2001 abolió el nombre Corporación de Dublín, el nombre es aún usado ampliamente en preferencia de Consejo de la Ciudad de Dublín, como es el título de Alderman previamente usado por aquellos que quedaban en los primeros puestos en las encuestas y que supuestamente también habían desaparecido bajo el Acto.

## Ingresos y Egresos

### Ingresos
son los que ingresan a una cuanta...